# Agathodes bibundalis
Agathodes bibundalis is een vlinder uit de familie van de grasmotten (Crambidae), uit de onderfamilie van de Spilomelinae. De wetenschappelijke naam van deze soort is voor het eerst gepubliceerd in 1913 door Embrik Strand. 
De spanwijdte is ongeveer 37 millimeter en de lichaamslengte is 18 millimeter.
De soort komt voor in Gambia, Sierra Leone en Kameroen.